# Gorogyeci járás

A Gorogyeci járás a Nyizsnyij Novgorod-i területen

A Gorogyeci járás (oroszul: Городецкий район) Oroszország egyik járása a Nyizsnyij Novgorod-i területen. Székhelye Gorogyec.

## Népesség
- 1989-ben 69 451 lakosa volt.
- 2002-ben 64 700 lakosa volt.
- 2010-ben 91 577 lakosa volt, melynek 98%-a orosz.

A járás népessége az alábbiak szerint alakult:
| Lakosok száma | 54 788 | 66 066 | 69 451 | 92 984 | 91 398 | 90 019 | 89 201 | 87 208 | 85 620 | 80 149 |
|               | 1939   | 1970   | 1989   | 2009   | 2011   | 2013   | 2015   | 2018   | 2020   | 2024   |